# 欧松维尔
欧松维尔（法語：Haussonville，法語發音：[osɔ̃vil]）是法国默尔特-摩泽尔省的一个市镇，属于吕内维尔区。

## 地理
欧松维尔（48°31'44"N, 6°19'33"E）面积11.18 平方千米，位于法国大東部大區默尔特-摩泽尔省，该省份为法国东北部内陆省份，是洛林的一部分，北邻比利时、卢森堡，北起顺时针与摩泽尔省、下莱茵省、孚日省和默兹省接壤。
与欧松维尔接壤的市镇（或旧市镇、城区）包括：巴尔邦维尔、克雷韦尚、栋塔伊昂莱尔、费里耶尔、罗曼、萨费、圣马尔、摩泽尔河畔韦勒。

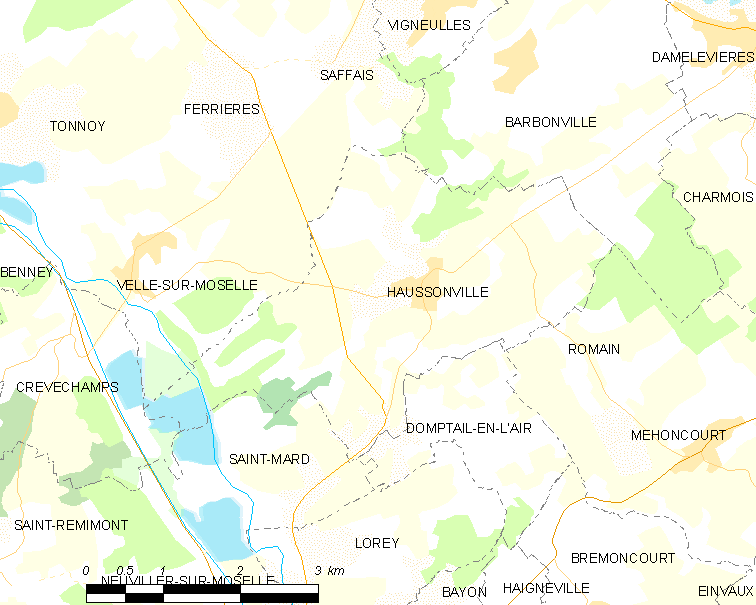
欧松维尔的OSM定位图

欧松维尔的时区为UTC+01:00、UTC+02:00（夏令时）。

## 行政
欧松维尔的邮政编码为54290，INSEE市镇编码为54256。

## 政治
欧松维尔所属的省级选区为吕内维尔第二县。

## 人口

1962-2008年间欧松维尔人口变化图示

欧松维尔于2022年1月1日时的人口数量为318人。